# ملعب دا فارزيا
ملعب دا فارزيا هو ملعب متعدد الاستخدام يقع في برايا عاصمة الرأس الأخضر. غالبا ما يتم استخدامه لمباريات كرة القدم. يسع الملعب لجلوس 10 ألف متفرج. يعتبر الملعب الرسمي الذي يخوض فيه منتخب الرأس الأخضر مبارياته الدولية كما أنه الملعب الرسمي لأندية سبورتنغ، سي دي ترافاتوريس، وسانتياغو.